# La Tourette-Cabardès
La Tourette-Cabardès – miejscowość i gmina we Francji, w regionie Oksytania, w departamencie Aude.
Według danych na rok 1990 gminę zamieszkiwało 25 osób, a gęstość zaludnienia wynosiła 5 osób/km² (wśród 1545 gmin Langwedocji-Roussillon La Tourette-Cabardès plasuje się na 875. miejscu pod względem liczby ludności, natomiast pod względem powierzchni na miejscu 1012.).

## Zabytki
Zabytki w miejscowości posiadające status monument historique:
- kościół świętej Anny (Église Sainte-Anne)
- krzyż (croix)